# 김충남 (탁구 선수)
김충남(金忠男)은 대한민국의 탁구 선수였다. 1964 한국 서울 아시아선수권대회에서 단체 은메달을 획득했다.